# Pawłowo (Bieżanickoje)
Pawłowo, Pawłowo Pierwoje (ros. Павлово, Павлово 1-е) – wieś (ros. деревня, trb. dieriewnia) w zachodniej Rosji, w osiedlu wiejskim Bieżanickoje rejonu bieżanickiego w obwodzie pskowskim.

## Geografia
Miejscowość położona jest nad jeziorem Kudiewierskoje, 1 km od wsi (ros. село, trb. sieło) Kudiewier, 35,5 km centrum administracyjnego osiedla wiejskiego i całego rejonu (Bieżanice), 134 km od stolicy obwodu (Psków).

## Demografia
W 2010 r. miejscowość zamieszkiwało 18 osób.